# TIM-SKOEF Kiev
TIM-SKOEF Kiev (Oekraïens: ТІМ-СКУФ Київ) was een Oekraïense professionele damesbasketbalclub uit Kiev.

## Geschiedenis
Het team werd in 1997 opgericht op basis van de Nationale Universiteit voor Lichamelijke Opvoeding en Sport van Oekraïne. De oprichters waren een echtpaar en coaches, Ihor en Maryna Tkatsjenko, waardoor het team de naam TIM-SKOEF kreeg (Tkatsjenko, Ihor en Maryna - Sportclub van de Universiteit voor Fysieke Cultuur).
TIM-SKOEF Kiev werd 5 keer Landskampioen van Oekraïne in 1999, 2000, 2008, 2011 en 2017. In 1998, 2003, 2004, 2005, 2009 en 2014 werden ze tweede. In 2006, 2007, 2012 en 2013 werden ze derde. TIM-SKOEF Kiev speelde twee keer de finale om de Beker van Oekraïne in verloren twee keer in 2009 en 2017. Ook haalde ze de finale om de Baltic Women's Basketball League in 2006. In 2017 stopte het team en ging de topspelers (Horobets, Skorbatjoek, Olkhovik, Krayevskaya) naar het nieuw opgericht team Kiev Basket.

## 8 december 2001
Op 8 december 2001 werd Ihor Tkatsjenko vermoord op de parkeerplaats vlak bij zijn huis.

## Erelijst
- Landskampioen Oekraïne: 5
  - Winnaar: 1999, 2000, 2008, 2011, 2017
  - Tweede: 1998, 2003, 2004, 2005, 2009, 2014
  - Derde: 2006, 2007, 2012, 2013
- Bekerwinnaar Oekraïne:
  - Runner-up: 2009, 2017
- Baltic Women's Basketball League:
  - Runner-up: 2006

## Bekende (oud)-coaches
- Maryna Tkatsjenko (1997-2017)

## Bekende (oud)-spelers
- Vita Horobets
- Natalija Skorbatjoek
- Anna Olkhovik
- Olga Krayevskaya
- Maryna Tkatsjenko
- - Irina Michajlova